# Thelotrema laevius
Thelotrema laevius är en lavart som beskrevs av Vain. 1896. Thelotrema laevius ingår i släktet Thelotrema och familjen Thelotremataceae.   Inga underarter finns listade i Catalogue of Life.